# Perithia
Perithia (griechisch Περίθεια (n. sg.)) ist ein Dorf auf der griechischen Insel Korfu, das 1996 unter Denkmalschutz gestellt wurde. Der Ort liegt im Nordosten Korfus an den Ausläufern des Pantokrator.

## Geschichte

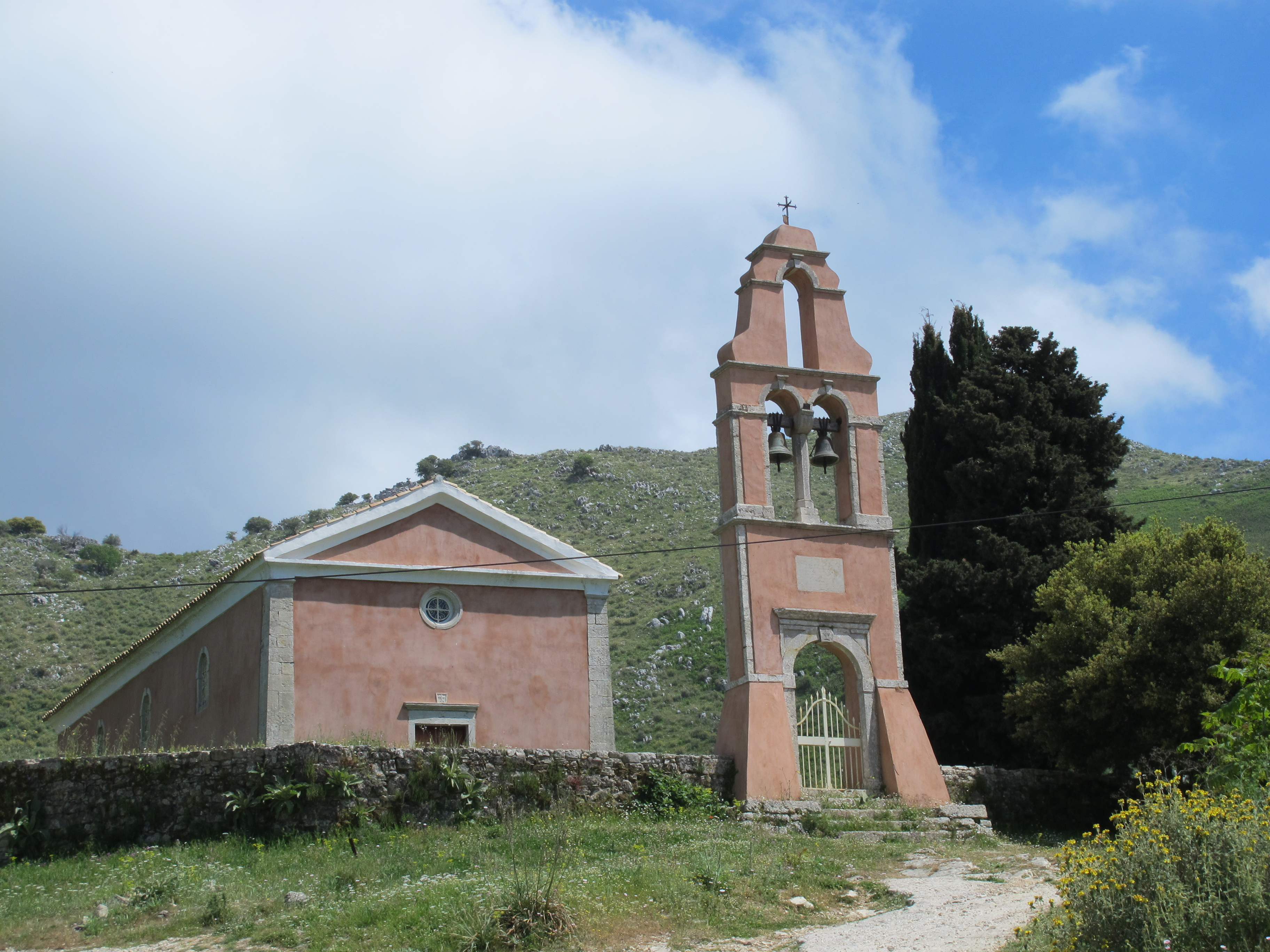
Kirche

Die ersten schriftlichen Aufzeichnungen zu Perithia liegen aus dem 14. Jahrhundert vor. Man nimmt jedoch an, dass Perithia bereits deutlich länger besiedelt war. In seiner Blütezeit war Perithia einer der wohlhabendsten Orte der Insel und hatte bis zu 1200 Einwohner. Es gab etwa 130 Wohnhäuser und acht Kirchen.
Die Lage des Ortes auf etwa 450 Metern bot ursprünglich Schutz vor Piratenüberfällen und der Malaria, die damals an der Küste grassierte. Viehzucht war ein wichtiger Wirtschaftszweig, andere Landwirtschaft war vornehmlich nur an Feldern in der tiefer gelegenen Küstenregion möglich. Im 19. Jahrhundert gab es kaum noch Piratenüberfälle und mehr und mehr Leute verbrachten den Winter an der Küste und nur die malariagefährlichen Sommermonate in Palea Peritheia. Der Ort wurde in den 1960er Jahren nach und nach ganz verlassen, nachdem die Malariagefahr auf den griechischen Inseln gebannt war und der Tourismus Arbeitsplätze an den Küsten bot.
Einwohnerentwicklung von Perithia
| 1879 | 1920 | 1928 | 1940 | 1951 | 1961 | 1971 | 1981 | 1991 | 2001 | 2011 |
| ---- | ---- | ---- | ---- | ---- | ---- | ---- | ---- | ---- | ---- | ---- |
| 697  | 583  | 583  | 684  | 72   | 27   | 10   | 12   | 40   | 34   | 3    |

## Touristische Nutzung
Das Dorf wird als verlassener Ort Palea Perithia (Παλαιά Περίθεια) beworben und gilt heute als Touristenattraktion. Es verfügt über mehrere Tavernen. Besonders sehenswert ist die Kirche Agios Iakovos o Persis am Ortseingang, die im 14. Jahrhundert erbaut wurde und bemerkenswerte Fresken enthält. Sie wurde von 2013 bis 2014 fachkundig restauriert.